# Samir Memišević
Samir Memišević (Tuzla, 13 agosto 1993) è un calciatore bosniaco, difensore dell'Al-Nasr.

## Caratteristiche tecniche
È un difensore centrale.

## Carriera

### Nazionale
Ha esordito con la Nazionale di calcio della Bosnia ed Erzegovina il 29 maggio 2016 in un'amichevole persa 3-1 contro la Spagna.

## Statistiche

### Presenze e reti nei club
Statistiche aggiornate al 6 gennaio 2017.
| Stagione        | Squadra          | Campionato      | Campionato | Campionato | Coppe nazionali | Coppe nazionali | Coppe nazionali | Coppe continentali | Coppe continentali | Coppe continentali | Altre coppe | Altre coppe | Altre coppe | Totale | Totale | Totale |
| Stagione        | Squadra          | Comp            | Pres       | Reti       | Comp            | Pres            | Reti            | Comp               | Pres               | Reti               | Comp        | Pres        | Reti        | Pres   | Reti   |        |
| --------------- | ---------------- | --------------- | ---------- | ---------- | --------------- | --------------- | --------------- | ------------------ | ------------------ | ------------------ | ----------- | ----------- | ----------- | ------ | ------ | ------ |
| 2012-2013       | Sloboda Tuzla    | FBIH            | 10         | 1          | KBH             | 0               | 0               |                    | -                  | -                  |             | -           | -           | 10     | 1      |        |
| 2012-2013       | Teleoptik        | 2L              | 9          | 1          | KS              | 0               | 0               |                    | -                  | -                  |             | -           | -           | 9      | 1      |        |
| 2013-gen. 2014  | Bežanija         | 2L              | 1          | 0          | KS              | 0               | 0               |                    | -                  | -                  |             | -           | -           | 1      | 0      |        |
| gen.-giu. 2014  | Teleoptik        | 2L              | 3          | 0          | KS              | 0               | 0               |                    | -                  | -                  |             | -           | -           | 3      | 0      |        |
| 2014-2015       | Radnik Bijeljina | PL              | 27         | 2          | KBH             | 0               | 0               |                    | -                  | -                  |             | -           | -           | 27     | 0      |        |
| 2015-2016       | Radnik Bijeljina | PL              | 22         | 1          | KBH             | 6               | 2               |                    | -                  | -                  |             | -           | -           | 28     | 1      |        |
| 2016-2017       | Radnik Bijeljina | PL              | 1          | 0          | KBH             | 0               | 0               |                    | -                  | -                  |             | -           | -           | 1      | 0      |        |
| gen.-giu. 2017  | Groningen        | ERE             | 26         | 9          | CO              | 1               | 0               | UEL                | 2                  | 0                  |             | -           | -           | 29     | 9      |        |
| 2017-2018       | Groningen        | ERE             | 15         | 4          | CO              | 2               | 0               |                    | -                  | -                  |             | -           | -           | 17     | 4      |        |
| Totale carriera | Totale carriera  | Totale carriera | 114        | 18         |                 | 9               | 2               |                    | 2                  | 0                  |             | -           | -           | 125    | 20     |        |

### Cronologia presenze e reti in nazionale
| Cronologia completa delle presenze e delle reti in nazionale ― Bosnia ed Erzegovina | Cronologia completa delle presenze e delle reti in nazionale ― Bosnia ed Erzegovina | Cronologia completa delle presenze e delle reti in nazionale ― Bosnia ed Erzegovina | Cronologia completa delle presenze e delle reti in nazionale ― Bosnia ed Erzegovina | Cronologia completa delle presenze e delle reti in nazionale ― Bosnia ed Erzegovina | Cronologia completa delle presenze e delle reti in nazionale ― Bosnia ed Erzegovina | Cronologia completa delle presenze e delle reti in nazionale ― Bosnia ed Erzegovina | Cronologia completa delle presenze e delle reti in nazionale ― Bosnia ed Erzegovina |
| Data                                                                                | Città                                                                               | In casa                                                                             | Risultato                                                                           | Ospiti                                                                              | Competizione                                                                        | Reti                                                                                | Note                                                                                |
| ----------------------------------------------------------------------------------- | ----------------------------------------------------------------------------------- | ----------------------------------------------------------------------------------- | ----------------------------------------------------------------------------------- | ----------------------------------------------------------------------------------- | ----------------------------------------------------------------------------------- | ----------------------------------------------------------------------------------- | ----------------------------------------------------------------------------------- |
| 29-5-2016                                                                           | San Gallo                                                                           | Spagna                                                                              | 3 – 1                                                                               | Bosnia ed Erzegovina                                                                | Amichevole                                                                          | -                                                                                   | 90’                                                                                 |
| 23-3-2018                                                                           | Sofia                                                                               | Bulgaria                                                                            | 0 – 1                                                                               | Bosnia ed Erzegovina                                                                | Amichevole                                                                          | -                                                                                   |                                                                                     |
| 18-11-2019                                                                          | Vaduz                                                                               | Liechtenstein                                                                       | 0 – 3                                                                               | Bosnia ed Erzegovina                                                                | Qual. Euro 2020                                                                     | -                                                                                   |                                                                                     |
| Totale                                                                              |                                                                                     | Presenze                                                                            | 3                                                                                   |                                                                                     | Reti                                                                                | 0                                                                                   |                                                                                     |

## Palmarès

### Club
- Coppa di Bosnia: 1

Radnik Bijeljina: 2015-2016